# Pat
Pat je druh remízy v šachách.
|   | a                                           | b                                           | c                                           | d                                           | e                                           | f                                           | g                                           | h                                           |   |
| 8 | d8 černý král · c6 bílý dáma · f6 bílý král | d8 černý král · c6 bílý dáma · f6 bílý král | d8 černý král · c6 bílý dáma · f6 bílý král | d8 černý král · c6 bílý dáma · f6 bílý král | d8 černý král · c6 bílý dáma · f6 bílý král | d8 černý král · c6 bílý dáma · f6 bílý král | d8 černý král · c6 bílý dáma · f6 bílý král | d8 černý král · c6 bílý dáma · f6 bílý král | 8 |
| 7 | d8 černý král · c6 bílý dáma · f6 bílý král | d8 černý král · c6 bílý dáma · f6 bílý král | d8 černý král · c6 bílý dáma · f6 bílý král | d8 černý král · c6 bílý dáma · f6 bílý král | d8 černý král · c6 bílý dáma · f6 bílý král | d8 černý král · c6 bílý dáma · f6 bílý král | d8 černý král · c6 bílý dáma · f6 bílý král | d8 černý král · c6 bílý dáma · f6 bílý král | 7 |
| 6 | d8 černý král · c6 bílý dáma · f6 bílý král | d8 černý král · c6 bílý dáma · f6 bílý král | d8 černý král · c6 bílý dáma · f6 bílý král | d8 černý král · c6 bílý dáma · f6 bílý král | d8 černý král · c6 bílý dáma · f6 bílý král | d8 černý král · c6 bílý dáma · f6 bílý král | d8 černý král · c6 bílý dáma · f6 bílý král | d8 černý král · c6 bílý dáma · f6 bílý král | 6 |
| 5 | d8 černý král · c6 bílý dáma · f6 bílý král | d8 černý král · c6 bílý dáma · f6 bílý král | d8 černý král · c6 bílý dáma · f6 bílý král | d8 černý král · c6 bílý dáma · f6 bílý král | d8 černý král · c6 bílý dáma · f6 bílý král | d8 černý král · c6 bílý dáma · f6 bílý král | d8 černý král · c6 bílý dáma · f6 bílý král | d8 černý král · c6 bílý dáma · f6 bílý král | 5 |
| 4 | d8 černý král · c6 bílý dáma · f6 bílý král | d8 černý král · c6 bílý dáma · f6 bílý král | d8 černý král · c6 bílý dáma · f6 bílý král | d8 černý král · c6 bílý dáma · f6 bílý král | d8 černý král · c6 bílý dáma · f6 bílý král | d8 černý král · c6 bílý dáma · f6 bílý král | d8 černý král · c6 bílý dáma · f6 bílý král | d8 černý král · c6 bílý dáma · f6 bílý král | 4 |
| 3 | d8 černý král · c6 bílý dáma · f6 bílý král | d8 černý král · c6 bílý dáma · f6 bílý král | d8 černý král · c6 bílý dáma · f6 bílý král | d8 černý král · c6 bílý dáma · f6 bílý král | d8 černý král · c6 bílý dáma · f6 bílý král | d8 černý král · c6 bílý dáma · f6 bílý král | d8 černý král · c6 bílý dáma · f6 bílý král | d8 černý král · c6 bílý dáma · f6 bílý král | 3 |
| 2 | d8 černý král · c6 bílý dáma · f6 bílý král | d8 černý král · c6 bílý dáma · f6 bílý král | d8 černý král · c6 bílý dáma · f6 bílý král | d8 černý král · c6 bílý dáma · f6 bílý král | d8 černý král · c6 bílý dáma · f6 bílý král | d8 černý král · c6 bílý dáma · f6 bílý král | d8 černý král · c6 bílý dáma · f6 bílý král | d8 černý král · c6 bílý dáma · f6 bílý král | 2 |
| 1 | d8 černý král · c6 bílý dáma · f6 bílý král | d8 černý král · c6 bílý dáma · f6 bílý král | d8 černý král · c6 bílý dáma · f6 bílý král | d8 černý král · c6 bílý dáma · f6 bílý král | d8 černý král · c6 bílý dáma · f6 bílý král | d8 černý král · c6 bílý dáma · f6 bílý král | d8 černý král · c6 bílý dáma · f6 bílý král | d8 černý král · c6 bílý dáma · f6 bílý král | 1 |
|   | a                                           | b                                           | c                                           | d                                           | e                                           | f                                           | g                                           | h                                           |   |

V šachu pat nastává tehdy, když hráč, který je na tahu, není šachován, ale nemůže udělat žádný tah v souladu s pravidly (žádný z kamenů nemá volné pole k pohybu, případně se nemůže pohnout, protože by tím byl protihráčův král vystaven do šachu). V takové situaci se tedy nejedná o mat a partie končí remízou.
Pat se vyskytuje v dnešních partiích poměrně zřídka. Vzniká jako výsledek vážné chyby soupeře, nebo se používá jako jedna z únikových metod, jak se vyhnout porážce. V takovém případě je obvykle pat vynucený a je výsledkem nějaké promyšlené kombinace. Častěji se vyskytuje v kompozičním šachu.
Na obrázku je na tahu černý. Bílý se v předchozím tahu dopustil vážné chyby a černý nyní nemůže králem nijak táhnout. Jedná se tedy o pat a partie končí nerozhodně, třebaže bílý má proti černému dámu navíc a při správně zvoleném postupu musí bezpečně vyhrát.

## Přenesený význam
Název pat se často používá i v přeneseném významu. Označuje stav konfliktu nebo sporu (např. válka nebo politické vyjednávání), ve kterém žádná ze stran není schopna dosáhnout vítězství.